# Инскрипт

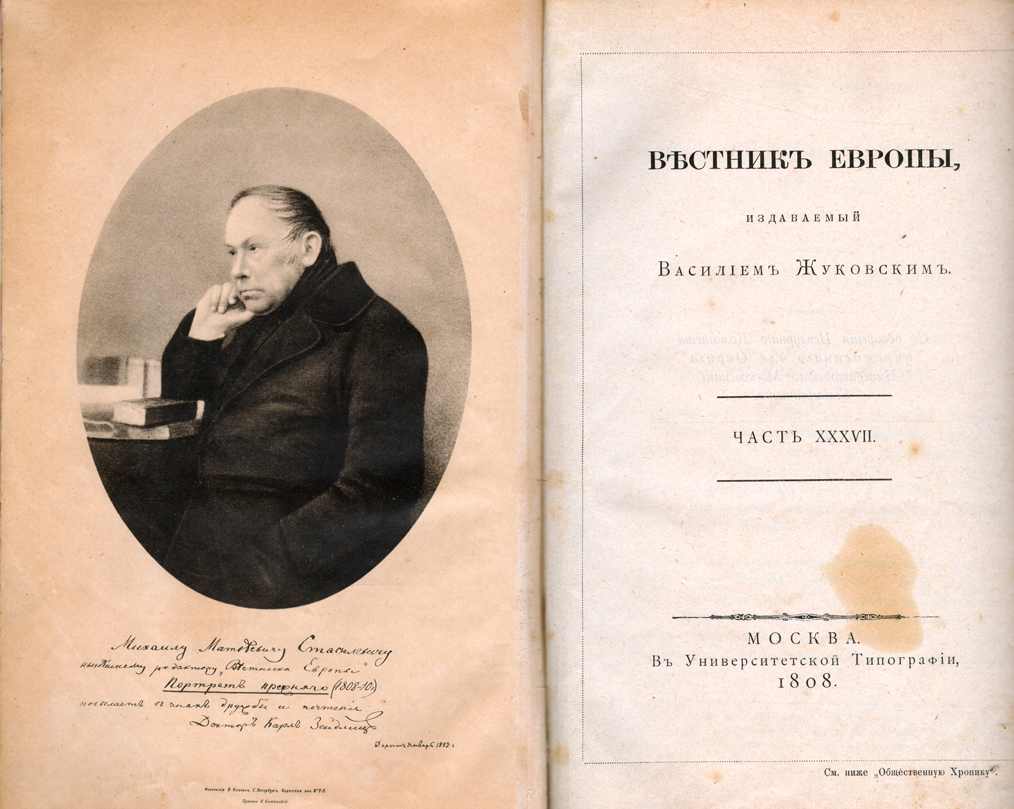
В. А. Жуковский. Начало 1850-х гг. Дагеротип с инскриптом поэта на обратной стороне «Поэзия есть Бог в святых мечтах земли» был подарен Жуковским К. К. Зейдлицу. К. К. Зейдлиц подарил его в 1883 году М. М. Стасюлевичу со своим инскриптом «Михаилу Матвеевичу Стасюлевичу, нынешнему редактору «Вестника Европы». Портрет прежнего (1808—10 г.) посылает в знак дружбы и почтения». К столетнему юбилею журнала «Вестник Европы» В. А. Жуковского в мае 1902 г. одноимённый журнал поместил портрет и инскрипт

Инскри́пт (от позднелат. inscriptum [inscribo] — надпись, заглавие) — рукописная дарственная надпись на книге, грампластинке, оттиске, портрете, фотографии, антикварном предмете.

## Появление инскриптов
Обычай писать на книгах появился во времена первых печатных книг. Это были технические пометки переписчиков, переплётчиков, типографов и продавцов. Позднее, когда книга стала доступнее, различные оценочные надписи стали делать владельцы, читатели книг и, наконец, дарители. Например: «Сию книгу за разумну мнити ничто же»; «Свидетельствую, что не надобно чести»; «Сия повесть ложная», «Прочёл с вниманием и благоговением». Инскрипт в современном значении, это именно подарочная, а не оценочная надпись. Постепенно обычай делать надписи на книгах распространился и на другие подарки: картины, портреты, гравюры, фотографии, и т. д.

## Содержание инскриптов
Инскрипт может содержать оригинальную подпись дарителя и дату подарка. Надписи делались либо на внешней стороне даримого предмета, там, где позволяло свободное от текста и изображения место, например, в углу титульной страницы, либо на обратной, чистой стороне страницы, фотографии, эстампа. Особую ценность представляют авторские инскрипты — дарственные надписи авторов произведений своим читателям, слушателям, коллегам. 
Победителю-ученику от побеждённого учителя
 — известный инскрипт, который Василий Андреевич Жуковский написал на своём портрете и преподнёс его в 1820 году А.С. Пушкину. Признанный поэт-романтик в форме инскрипта провозгласил поэтическое превосходство начинающего поэта, отдал дань уважения юному таланту.
Книжный инскрипт является фактом книжной культуры, он характеризует литературный и общественный быт своей эпохи, воспроизводя её колорит. Надписи с посвящением помогают уяснить общественные и личные связи литераторов, учёных, деятелей искусства, раскрывают характер отношений между самыми различными представителями того или иного поколения, рассказывают о тех или иных событиях их личной или творческой жизни, их настроении, чувствах и мыслях. 

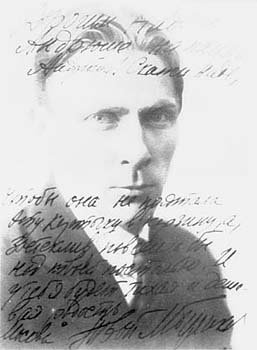
Фото Михаила Булгакова с инскриптом.
4 февраля 1930 г.

Вновь выпущенная книга, как правило, была хорошим поводом поделиться своей авторской гордостью с коллегами, единомышленниками и почитателями творчества. Таким образом, инскрипт тесно соприкасается с социологией творчества. Писательский инскрипт — своеобразный литературный жанр и в этом качестве изучается литературоведами и историками литературы. В большинстве случаев традиционные авторские инскрипты представляли собой сдержанно-деловой, лапидарный, а иногда многословный текст прозой или стихами. В некоторых случаях (в творчестве Алексея Ремизова) замысловатый текст мог сопровождаться изощрёнными рисунками и виньетками. Авторский инскрипт является важной частью самоидентификации писателя.
Нередко инскрипты бывают шуточными, подчёркивают непринуждённые отношения между дарителем и получателем. Они могут заключать в себе намёки и автокомментарии к личным отношениям, понятные лишь немногим близким людям. В этом смысле лаконичная форма инскриптов близка по функциям к возникшим позднее поздравительным адресам и открыткам. Инскрипты получили широкую популярность в XIX—XX веке. Помимо дарственной, поздравительной функции, они выполняли функцию владельческой записи в отсутствие библиотечных штампов и собственных экслибрисов. В своих разнообразных качествах инскрипты, наряду с обычными автографами, выступают предметом коллекционирования собирателями автографов — филографами.
Обычные инскрипты нужно отличать от авторских посвящений, предпосылаемых типографским способом сразу всем читателям. Например, перед текстом своей книги И. Ф. Масанова в первом томе «Словаря псевдонимов» написал: «Памяти А. В. Смирнова, первого, указавшего мне пути в библиографии». В отличие от таких посвящений, инскрипты индивидуальны и уникальны. Инскрипты следует отличать также от случайных надписей на книгах, владельческих подписей («эта книга принадлежит такому-то книжному собранию»), деятельности книжных вандалов, и т. д. Широкое бытование инскриптов, привычку писать на книгах по любому поводу шутливо обыграл А. П. Чехов. Один из его персонажей любил оставлять после себя на книгах глубокомысленные надписи: «Сия книга была прочитана мною».

## Антикоррупционное значение инскрипта
Инскрипт может иметь антикоррупционное значение в плане контроля за доходами государственного служащего. Например, в США (по состоянию на 2013 год) федеральный государственный служащий может принять книгу стоимостью свыше 20 долларов, при условии, что она сопровождается дарственной надписью автора, редактора или издателя.